# Roland Freisler
Karl Roland Freisler (Celle, Alemania; 30 de octubre de 1893-Berlín, 3 de febrero de 1945) fue un abogado, militar, político, criminal de guerra y presidente del Tribunal Popular o Corte del Pueblo (Volksgerichtshof) de la Alemania Nazi. Fue uno de los más temidos e implacables jueces del nazismo; escenificaba farsas judiciales caracterizadas por su manera grosera y humillante de dirigirse a los encausados y además les prohibía usar cinturones (para que se le cayeran los pantalones ridiculizándolos delante de la audiencia) ocasionando que hasta los mismos nazis del entorno de Hitler lo rechazaran.

## Biografía

### Inicios
Al contrario que la mayoría de altos jerarcas nazis, no existen muchos detalles más allá de los datos básicos sobre los primeros años de Freisler. Nació en 1893, era hijo de Julius Freisler, ingeniero y profesor, y Charlotte Auguste Florentine Schwerdtfeger; Roland tuvo un hermano pequeño, Oswald Freisler (1895).
Fue combatiente durante la Primera Guerra Mundial en la que logró el rango de teniente en 1915. Fue capturado por los rusos y enviado a la retaguardia como prisionero de guerra donde aprendió ruso; los bolcheviques lo utilizaron para llevar al campo cargamentos de comida. Se dice que tras su paso por Rusia, en plena revolución soviética, Freisler se interesó por el marxismo y volvió a la República de Weimar como un ferviente comunista. Sin embargo, no existen documentos ni evidencias que demuestren estas afirmaciones. El historiador H.W. Koch dijo que «Freisler nunca fue comunista, aunque a principios de su carrera (...) sí pertenecía al ala izquierda del NSDAP». Freisler siempre rechazó las acusaciones que lo situaban como antiguo simpatizante comunista, el gran enemigo del nazismo, pero nunca pudo escapar completamente del estigma de haber sido un bolshie.
Estudió jurisprudencia en la Universidad de Jena, trabajó en Kassel como abogado y como concejal de la ciudad en el Völkisch-Sozialer Block, un grupo extremadamente nacionalista. En 1928 se casó con Marion Russegger y tuvo dos hijos.

### Carrera bajo el nazismo
Se unió al Partido Nazi en julio de 1925 con el número 9679, como enemigo acérrimo de la República de Weimar, y en 1933 fue designado Secretario de Estado del Ministerio Prusiano de Justicia del Reich alemán. Pese a su indiscutible eficacia legal, rapidez mental y oratoria fervorosa, no se le permitía acceder al cargo de ministro. Según Uwe Wesel, la élite nazi lo veía comprometido con las ofensas de su hermano Oswald Freisler en contra del partido; además, su presunto pasado bolchevique lo hacía altamente sospechoso a los ojos de Hitler y oficiales. Aparentemente solo gozaba de la simpatía de Goebbels, quien lo propuso como ministro sucesor a la muerte de Franz Gürtner en 1941. Según algunas fuentes, la respuesta de Hitler fue: «¿Ese antiguo bolchevique? ¡No!».
En 1939 introdujo el decreto sobre «criminales juveniles precoces», que permitía por primera vez en la historia judicial alemana sentenciar a pena capital a jóvenes. Debido a ese decreto, más de 72 jóvenes fueron sentenciados a muerte, entre ellos Helmuth Hübener, de 17 años, por repartir panfletos antibélicos en 1942. También introdujo el término «perpetrador» en el «Decreto contra los parásitos nacionales» de septiembre de 1939, añadiendo características raciales y biológicas a la legislación que justificaban un mayor uso de fuerza. Freisler participó como representante del Ministerio de Justicia en la Conferencia de Wannsee, donde se decidió llevar a cabo la «solución final» del llamado «problema judío» en Europa.

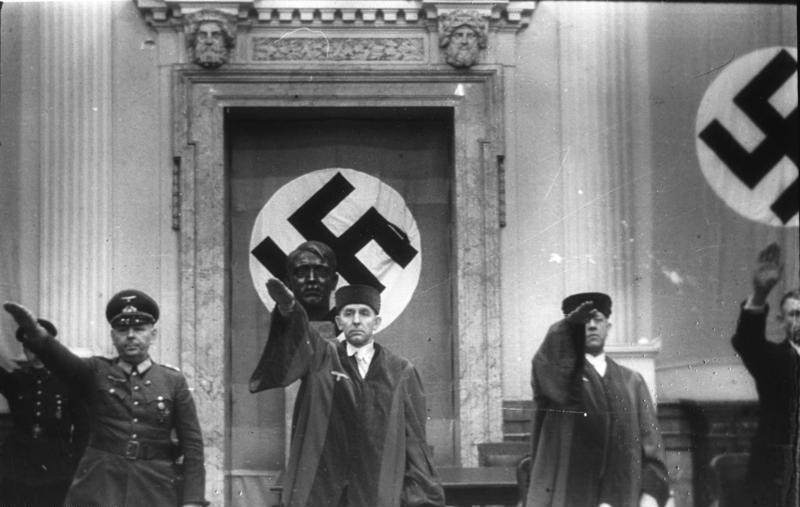
Roland Freisler (centro) fotografiado junto a Hermann Reinecke (izquierda), y Ernst Lautz (derecha) en el Tribunal Popular en 1944

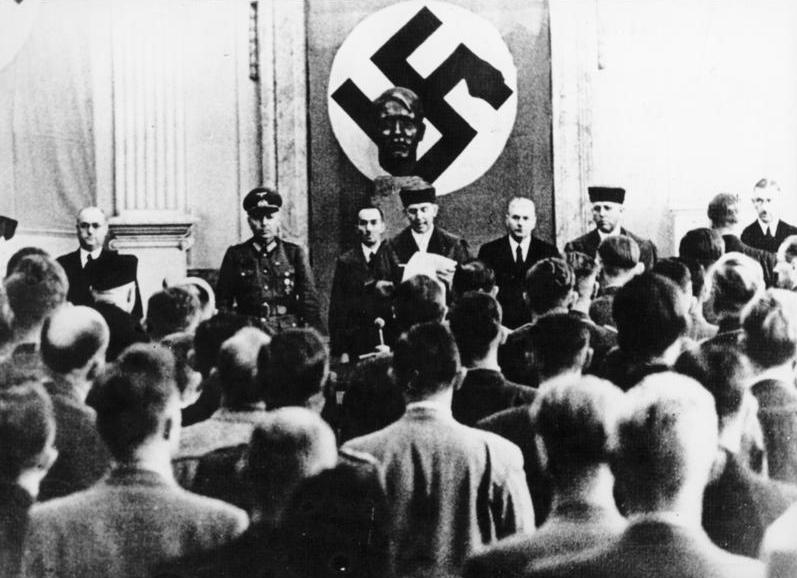
Veredicto de los culpables por el Atentado del 20 de julio de 1944.

### Presidente del Tribunal Popular
El 20 de agosto de 1942, Hitler promovió a Otto Thierack a Ministro de Justicia y Freisler pasó a reemplazarlo como presidente del Tribunal Popular (Volksgerichtshof). Freisler actuaba como juez, jurado y fiscal al mismo tiempo así como anotador, controlando todas las sentencias escritas de su corte nacionalsocialista. Se calcula que aproximadamente el 90% de las sentencias fueron de muerte y estaban determinadas de antemano, siendo el juicio una farsa judicial. Entre 1942 y 1945 se calcularon en Alemania más de 5000 ejecuciones judiciales, de las cuales 2600 al menos fueron directamente responsabilidad de Freisler. Bajo su mando tenía más de doscientos jueces inquisidores. En febrero de 1943, Freisler dirigió los juicios contra los jóvenes estudiantes de Múnich, quienes conformaban la organización disidente «Rosa Blanca», ordenando la ejecución sumaria de los hermanos Sophie y Hans Scholl, así como de los demás miembros de la organización. Estas ejecuciones fueron llevadas a cabo de inmediato en la guillotina por exigencia directa de Freisler.
Luego del fallido atentado y golpe de Estado del coronel Claus von Stauffenberg contra Hitler del 20 de julio de 1944, fue el encargado de juzgar a los aproximadamente doscientos miembros de la resistencia alemana antinazi como presidente del Tribunal Popular (Volksgerichtshof), quienes fueron humillados por él de forma extrema; existen filmaciones que prueban el maltrato a Witzleben, Hoepner, Hofacker, Goerdeler, Leber, Leuschner, Trott, Moltke, Berthold von Stauffenberg, Schwanenfeld y el reverendo Dietrich Bonhoeffer, su hermano Klaus Bonhoeffer y sus cuñados Hans von Dohnanyi y Rüdiger Schleicher. Durante el juicio de 1944 a Ulrich Wilhelm Graf Schwerin von Schwanenfeld, Freisler gritaba tanto que los ingenieros de sonido tenían problemas con los micrófonos.

### Final
El 3 de febrero de 1945 se encontraba juzgando en Berlín al teniente Fabian von Schlabrendorff. Le señaló que «le mandaría directo al infierno», a lo que von Schlabrendorff le respondió que «con gusto le permito ir delante». Antes de que terminara la audiencia, se desató sobre la ciudad un bombardeo aéreo de los aliados tan repentino que impidió evacuar la sala y que alcanzó importantes edificios gubernamentales y del NSDAP. Tras el bombardeo, Freisler fue encontrado muerto debajo de una columna con el expediente de Schlabrendorff en su mano. Fue el mayor bombardeo que sufriera Berlín desde el comienzo de la guerra; gran parte de la infraestructura del centro de la ciudad resultó destruida y se suspendieron los servicios de luz y agua. Desde la calle Prinz Albrechtstrasse hasta la estación de trenes Anhalter Bahnhof estaban todos los edificios en llamas. El juez Harry Haffner (1900-1969), que sucedió a Freisler en la causa, absolvió por falta de pruebas a Fabian von Schlabrendorff, quien años más tarde se convertiría en miembro del Tribunal Constitucional Federal Alemán de la RFA.
Según un corresponsal extranjero, «nadie lamentó su muerte», y según Luise Jodl, la viuda del general Alfred Jodl, cuando su cadáver fue llevado al hospital de Luetzow alguien exclamó: «Es el veredicto de Dios». Freisler fue enterrado en el mausoleo de la familia de su esposa del cementerio Waldfriedhof Dahlem de Berlín. Su nombre no aparece en la lápida. 
Sus dos hijos, Harald y Roland, dejaron de utilizar el apellido tras su muerte. Después de la guerra, su viuda, Marion Russegger (1910-1997), cobró la pensión estatal por viudedad hasta 1952.

## Legado
En Múnich, algunos de sus condenados son hoy recordados:
- Sophie Scholl y Hans Scholl dan nombre a la plaza principal frente a la universidad donde fueron detenidos, Geschwister-Scholl-Platz.
- El amigo de ambos, Christoph Probst, con una calle aledaña, Christoph-Probst-Strasse.
- Kurt Huber, profesor de ellos, con otra plaza cercana a la universidad, Professor-Huber-Platz.

## En cine y televisión
Al menos cinco veces ha sido interpretado en la pantalla:
- 1984 - Rainer Steffen en Wannseekonferenz, tv alemana.
- 1996 - Brian Cox en Witness Against Hitler, tv inglesa
- 2001 - Owen Teale en Conspiracy
- 2005 - André Hennicke en Sophie Scholl - Los últimos días
- 2008 - Helmut Stauss en Valkyrie.

En la novela de Hans Fallada Solo en Berlín (Jeder stirbt für sich allein), es mencionado como Juez Feilser.